# Animal Liberation Orchestra
Gli Animal Liberation Orchestra, conosciuti anche come ALO, sono un gruppo musicale statunitense, formatosi attorno al 1997 nella zona di Santa Barbara. Sono sotto l'etichetta di Jack Johnson Brushfire Records.

## Storia
Gli ALO nascono quando nel Sartoga High School Zach Gill, Steve Adams, Dan Lebowitz e Matt West decisero di formare un gruppo chiamato inizialmente Django. Cambiati più volte nome e batterista, nel 2002 si unisce al gruppo David Brogan, con il quale la band inizia a registrare i primi dischi e a raggiungere un discreto successo anche grazie all'incontro tra Zach Gill e Jack Johnson, il quale li chiamò a suonare a supporto in diversi suoi tour.
Oggi il gruppo ha alle spalle quattro album in studio e un buon successo internazionale.

## Componenti
- Zach Gill - Tastiere, Voce
- Steve Adams - Basso, Voce
- Dan Lebowitz - Chitarra, Voce, Percussioni
- David Brogan - Batteria

## Discografia

### Album
- Animal Liberation Orchestra & The Free Range Horns Vs. L.A.G. (1998)
- Fly Between Falls (2004)
- Fly Between Falls (riedizione) (2006)
- Roses & Clover (2007)
- Man of the world (2010)
- Sounds like this (2012)
- Tangle of Time (2015)
- Silver Saturdays (2023)

### EP
- Live Mix (2000)
- Time Expander (2002)